# Ornithocarpa torulosa
Ornithocarpa torulosa är en korsblommig växtart som beskrevs av Reed Clark Rollins. Ornithocarpa torulosa ingår i släktet Ornithocarpa och familjen korsblommiga växter. Inga underarter finns listade i Catalogue of Life.